# Howard Scott
Howard Scott (1º aprile 1890 – 1º gennaio 1970) è stato un ingegnere statunitense e fondatore del movimento tecnocratico.

## Primi anni
Poco si sa dei primi anni di vita di Scott e fu descritto come un "giovane misterioso". Nacque in Virginia e la sua famiglia aveva origini scozzesi e irlandesi. Lui affermò di aver studiato in Europa, ma non sono mai state trovate prove di una sua istruzione formale superiore.